# لي باتريك (عازف ساكسفون)
لي باتريك (بالإنجليزية: Lee Patrick)‏ هو عازف ساكسفون أمريكي، ولد في 17 نوفمبر 1938.

## وصلات خارجية
- لي باتريك على موقع ميوزك برينز (الإنجليزية)